# Widelec rowerowy

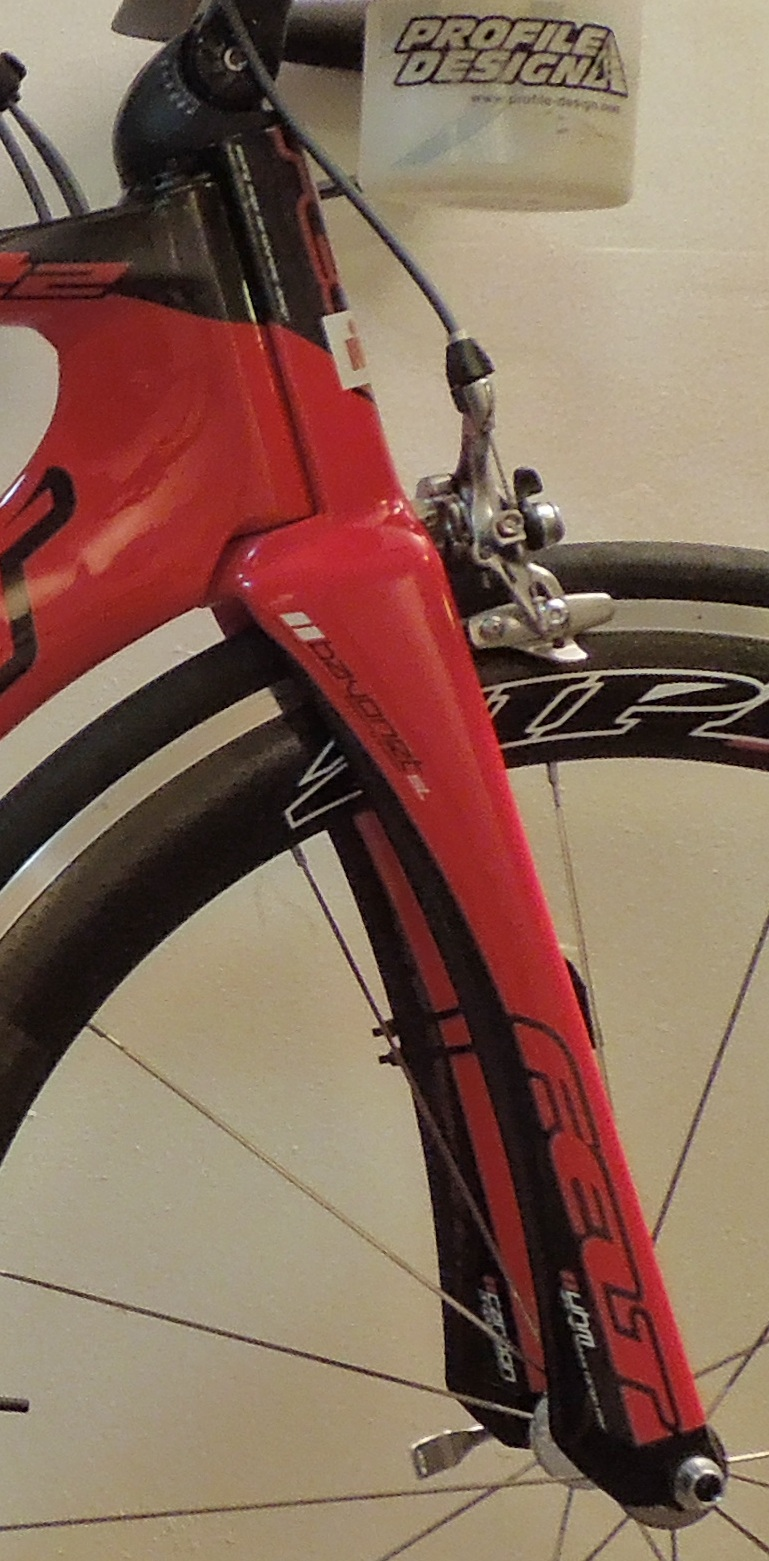
Widelec rowerowy bez amortyzacji

Widelec – część roweru występująca w rowerze z przodu oraz z tyłu ramy. W widelcach zamontowane są koła roweru. Na rurze sterowej przedniego widelca zamocowany jest mostek. 
Widelec przedni jest osadzony w rurze sterowej ramy na dwóch łożyskach, dzięki czemu można manewrować rowerem poprzez skręcanie koła. Widelec ten może być wymontowany z ramy.
Widelec tylny jest integralną częścią ramy, ma za zadanie utrzymanie tylnego koła.
Spotykane są dwa rodzaje widelców: amortyzowane i bez amortyzacji – te pierwsze znajdują zastosowanie w rowerach MTB, druga konstrukcja jest znacznie prostsza (z braku amortyzatorów) i znacznie starsza. Stosuje się ją w klasycznych rowerach oraz w rowerach szosowych.
Istnieje możliwość amortyzacji obu widelców. Rower, w którym przedni i tylny widelec posiadają amortyzację, nazywa się softtailem lub Full Suspension.
Różne są również materiały, z których wykonuje się tę część – stopy stali, stopy aluminium, kompozyty włókna węglowego. Czasami jeden widelec jest stworzony z różnych materiałów – np. rura sterowa z aluminium, a ramiona widelca z włókna węglowego.